# Daijō-sai

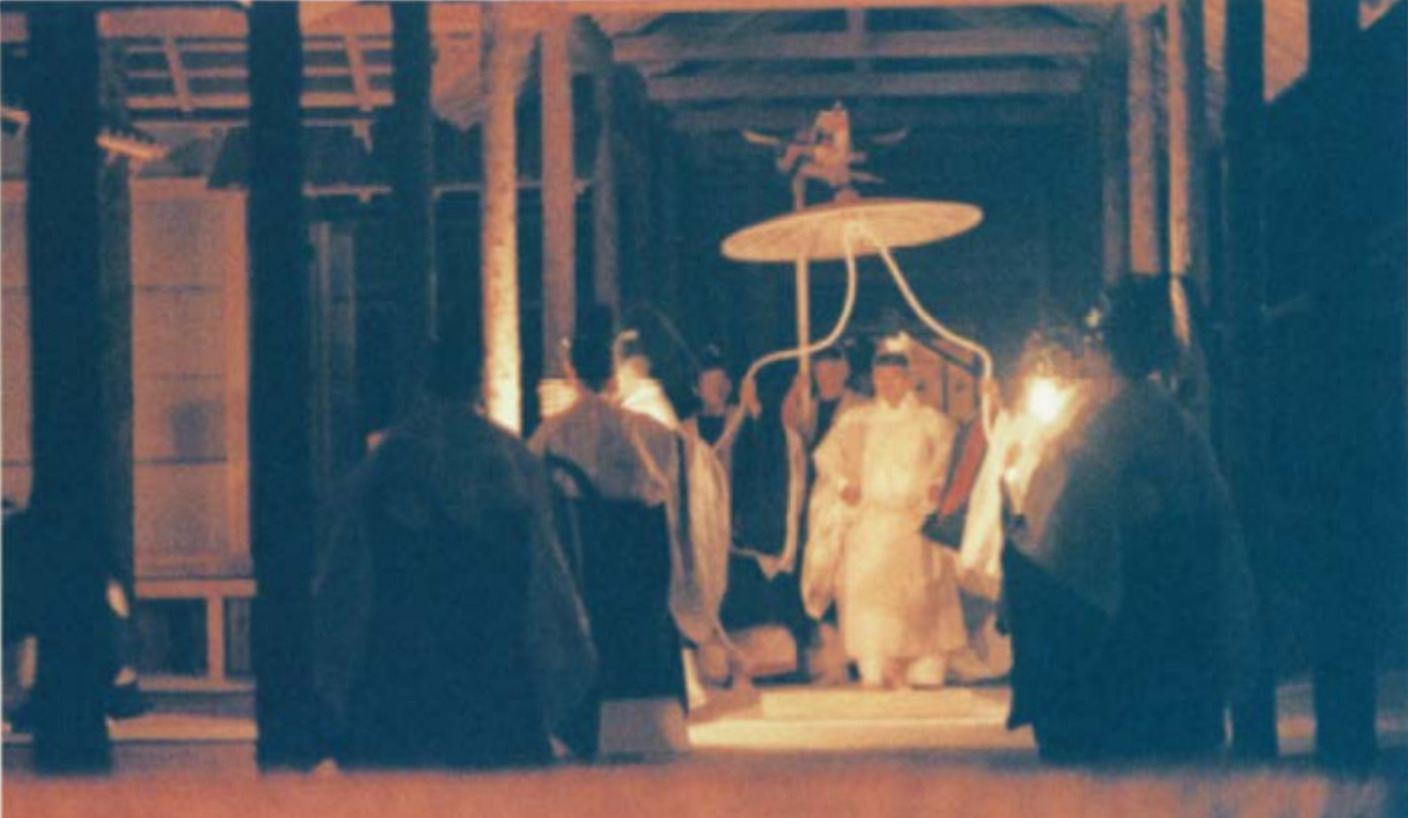

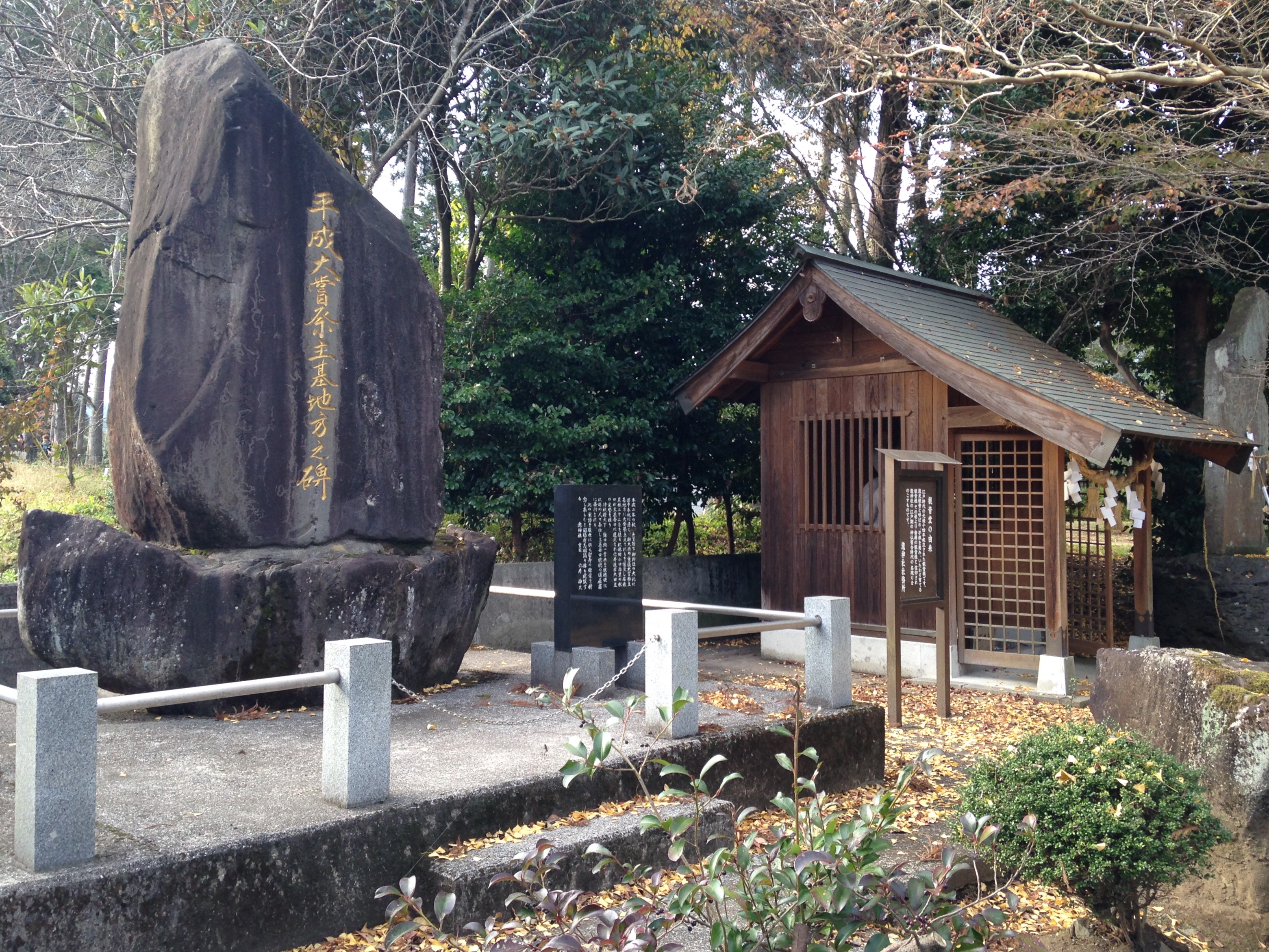
Gedenkstein für das anlässlich der Thronbesteigung Akihitos durchgeführte Daijō-sai

Das Daijō-sai (japanisch 大嘗祭 (mitunter auch "Ōname-sai" gelesen), „Feier der großen Kostprobe“) ist die wichtigste und letzte von drei shintōistischen Zeremonien, die einen japanischen Kronprinzen im Zuge seiner Besteigung des Chrysanthementhrons begleiten. Die weiteren Bezeichnungen für diese Zeremonie sind Daijō-e (jap. 大嘗会) und Senso Daijō-sai (jap. 践祚大嘗祭).

## Herkunft der Zeremonie
Das Daijō-sai gilt als eine der wichtigsten Staatszeremonien, die die Thronbesteigung eines neuen japanischen Kaisers begleiten. Bereits das Nihonshoki (720), die zweitälteste japanische Reichschronik, erwähnt für die Regierungszeit des Kaisers Seinei (480–484 v. Chr.) eine solche Zeremonie.
Sein Ursprung liegt im Niiname-sai (Erntefest), welches bereits vor der Taika-Reform (d. h. vor Mitte des 7. Jahrhunderts) existierte. Im Zuge der Taika-Reform wurde die Zeremonie und ihre Durchführung offiziell festgelegt mit der Absicht, durch eine landesweit einheitlich gefeierte Zeremonie die Provinzen stärker zu einen.
Ursprünglich fand die Zeremonie am Tag des Hasen des 11. lunaren Kalendermonats statt, nach der Übernahme des Gregorianischen Kalenders im Zuge der Meiji-Restauration (1868–1912) wurde sie auf den 23. November festgelegt.

## Ablauf der Zeremonie im Altertum
Bereits im Herbst wurden durch Divination zwei Felder westlich und östlich der Hauptstadt Kyoto bestimmt. Diese Felder nannte man suki (主基) und yuki (悠紀), sie symbolisierten das japanische Reich und seine Provinzen. Auf diesen beiden Feldern wurde dann der Reis für die Opfergaben gepflanzt, wobei man besonders darauf achtete, ihn vor ritueller Unreinheit („Kegare“ (穢れ, 汚れ)) zu schützen. In Vorbereitung auf die Zeremonie im November vollzog der Kaiser eine Reihe von Reinigungsritualen, um sich spirituell auf das Fest mit den kami und seinen Ahnen vorzubereiten. Außerdem unterwarf er sich einer zweimonatigen Fastenzeit.
Der Reis wurde dann am zweiten Tag des Hasen des elften lunaren Kalendermonats in die Hauptstadt in den Daijō-Palast gebracht, der eigens für diese Zeremonie errichtet und nach ihrem Ende wieder abgerissen wurde. Dort wurden die Vorbereitungen abgeschlossen. Während der Heian-Periode (794–1185) dauerte das gesamte Fest des Daijō-sai im November vier Tage und war in insgesamt 11 Abschnitte unterteilt.
Auch wenn diese Zeremonie im Laufe der Jahrhunderte in Bezug auf Länge und Details zahlreichen Veränderungen unterworfen war, sind die vier zentralen Rituale konstant geblieben:
- Mitamashizume: Die Verjüngung der Seele
- Shinsen (auch Kyōsen genannt): Die Opferung des neuen Reises des Jahres an die kami durch den neuen Kaiser
- Naorai: Das Speisen des neuen Kaisers mit den kami
- Utage: Das Speisen des Kaisers mit den Menschen in einem von ihm abgehaltenem Fest

Von diesen vier Ritualen ist das Mitamashizume im Rahmen des Daijō-sai das am schwierigsten zu interpretierende. Zum einen existieren erst seit Beginn des 19. Jahrhunderts öffentlich zugängliche Aufzeichnungen, weswegen sich die ursprüngliche Form des Rituals nicht rekonstruieren lässt. Zum anderen wird es nicht öffentlich, sondern im engsten Kreis des Kaiserhauses durchgeführt, so dass kaum gesicherte Informationen zu Ablauf und Inhalten vorliegen.
Als sicher gilt nur, dass der klassische japanische Seelenglaube eine wichtige Rolle spielt. So glaubte man, dass die Bindung einer Seele an den Körper ihres Besitzers im Lauf der Zeit schwächer werde und daher in bestimmten Abständen rituell erneuert werden müsse. Löse sie sich völlig, könne sie wieder eingefangen (tama-shizume) oder durch eine andere Seele ersetzt werden (tama-furi).
Beim Mitamashizume liegt der Kaiser in dem heiligen Bett (ō-fusuma), das sich auf dem heiligen Boden (madoko) befindet. In dieser Zeit vollziehen eine, manchmal zwei Hofdamen ein Ritual um die Bindung der Seele des Kaisers an seinen Körper zu erneuern.
Dass das Ritual nicht öffentlich durchgeführt wird und seine genauen Abläufe nicht sicher bekannt sind, hat zum Entstehen einer Reihe von Theorien und Interpretationsmöglichkeiten geführt. Die Anthropologin Emiko Ohnuki-Tierney nennt die folgenden drei:
1. Die Verjüngung seiner Seele erlaubt es dem Kaiser, das Daijō-sai mit größtmöglicher spiritueller Kraft durchzuführen.
2. Die Anwesenheit einer oder zweier Hofdamen während des Rituals lässt auf einen sexuellen Aspekt schließen. Produktion und Reproduktion sind eine wichtige Basis für die Seele, womit diese Deutung auch mit Interpretationsmöglichkeit 1 kompatibel ist.
3. Einige Forscher nehmen an, dass auch der Leichnam des vorherigen Kaisers eine Rolle spielt. Er soll sich dieser Theorie nach ebenfalls auf dem heiligen Bett befinden und es so ermöglichen, seine Seele mit dem Körper des neuen Kaisers zu verbinden.

Auch in Bezug auf das an das Mitamashizume anschließende Reisopfer gibt es verschiedene Interpretationen. So ist nicht klar, welchem Kami genau das Opfer des „neuen Reises“ dargebracht wurde. Eine Theorie besagt, dass es ursprünglich Amaterasu war, die mythologische Ahnherrin der Kaiser. Einer anderen zufolge ist das Opfer an das ganze Pantheon der Kami gerichtet, die sogenannten Tenjin Chigi (天神地祇 „Götter des Himmels und der Erde“).

## Wiederbelebung der Zeremonie seit der Edo-Zeit
In der Zeit der streitenden Reiche, der Sengoku-Zeit (戦国時代) (ca. 1477 bis 1573), wurde das Daijō-sai zunächst nicht mehr praktiziert. Mit Beginn der Edo-Zeit (1600) wurde es allerdings wiederbelebt, um den Kaiser stärker als Symbol der Einheit des Reiches in den Vordergrund zu rücken. Die moderne Form des Daijō-sai wurde durch die 1909 festgelegt. Das erste Daijō-sai unter der gegenwärtigen Verfassung fand im Jahre 1990 im Rahmen der Thronbesteigung des Kaisers Akihito statt.
Auch in seiner neuen Form sind dem Daijō-sai die grundsätzlichen vier Rituale Mitamashizume, Shinsen, Naorai und Utage erhalten geblieben. Der Opferreis für das Daijō-sai wie auch für das jährlich stattfindende Niiname-sai wird jetzt allerdings nicht mehr auf den zwei heiligen Feldern im Umland von Kyoto, sondern in den Anlagen des Kaiserpalastes in Tokio vom Kaiser persönlich angebaut.

## Symbolik
Die Tatsache, dass das jährliche Erntefest Niiname-sai und die Nachfolge-Zeremonie Daijō-sai an demselben Tag stattfinden, weist auf die intime Verbindung von Fruchtbarkeit und Souveränität (des Kaiserhauses) in der Japanischen Mythologie hin. Das Motiv in den Mythen Japans, das die Fruchtbarkeit und Souveränität verbindet, erzählt von einem männlichen Kami, welcher ein menschliches Mädchen heiratet. Das Kind aus dieser Vereinigung wird zum Gründer der kaiserlichen Dynastie. Beispiele für diese Symbole findet man in vielen der Mythen Japans, so etwas in dem Himmelsabstieg von Ninigi, oder auch in den Mythen von Ōkuninushi und Suserihime.